# Illiesonemoura lilami
Illiesonemoura lilami är en bäcksländeart som först beskrevs av Aubert 1959.  Illiesonemoura lilami ingår i släktet Illiesonemoura och familjen kryssbäcksländor. Inga underarter finns listade i Catalogue of Life.